# Nenax hirta
Nenax hirta là một loài thực vật có hoa trong họ Thiến thảo. Loài này được (Cruse) Salter mô tả khoa học đầu tiên năm 1937.